# Distributed Proofreaders

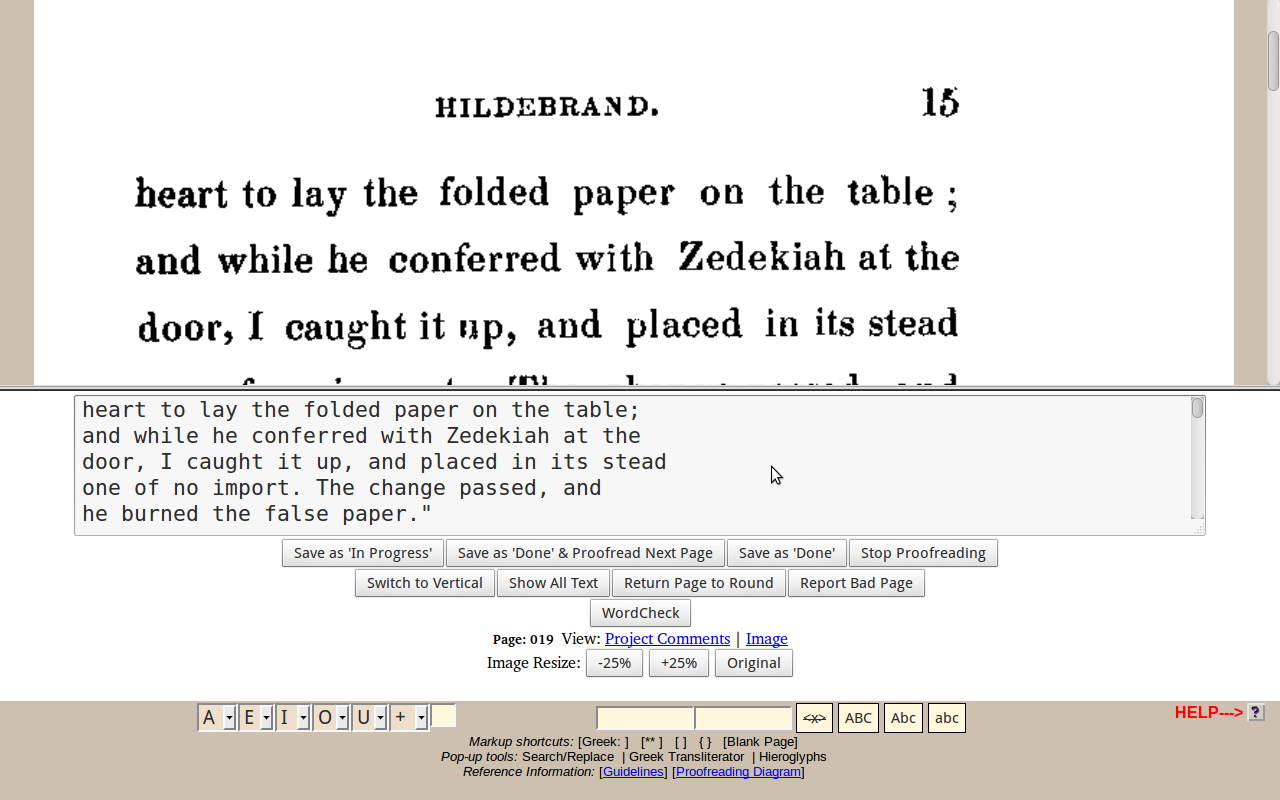
Screenshot

A Distributed Proofreaders (gyakran DP-nek vagy PGDP-nek rövidítik) egy a Gutenberg Projekt számára e-könyveket létrehozó projekt.

## Történelme
- 2000 - Charles Franks alapította a Gutenberg Projekt segítésére.
- 2002 - A Gutenberg Projekt hivatalos oldalává válik.
- 2002. november 8. - 4000 új felhasználó regisztrált egy nap alatt, ez a rendszert túlterhelte.
- 2006. július 31. - Létrejött a Distributed Proofreaders Alapítvány.

## A feldolgozási folyamat
A rendszer keretein belül jogvédelem alól kikerülő, többnyire könyveket, önkéntesek beszkennelik, esetleg más digitalizálási projektekből átveszik.
Minden oldalt optikai karakter-felismerő szoftveren (OCR) futtatnak keresztül. Mivel az OCR-ek messze nem tökéletesek, így a létrejött szövegekben rengeteg hiba lehet. Az így előkészített oldalakat az interneten az önkéntesek számára elérhetővé teszik. Az eredeti kép és mellette az OCR által felismert szöveg. Ezáltal az időigényes korrektúrázási folyamatot elosztják.
Minden oldalt többször korrektúráznak és formáznak, így csökkentve a végén létrehozott e-könyv és az eredeti mű közti eltéréseket. A korrektúrázásnak és a formázásnak az évek alatt kialakított szabályrendszere jött létre, a lehető legegységesebb cél elérése érdekében.
A korrektúrázások és formázások után egy utó-feldolgozó (természetesen önkéntes) összefűzi a művet, előkészíti a Gutenberg Projektbe való bekerülésre.
Amellett hogy speciális szoftvert hoztak létre a DP számára, fórumot és saját wikit is üzemeltet a projekt a koordinátorok és résztvevők számára.

## Kapcsolódó projektek

### DP Europe
2004 januárban indult útjára a DP Europe, a Rastko Projekt szárnyai alatt. Ennek a rendszernek nagy előnye, hogy a szövegeket Unicode UTF-8 karakterkódolással dolgozzák fel. Az itt feldolgozott könyvek főleg az európai kultúrákra fókuszálnak, rengeteg nem angol nyelvű művel, mint például héber, arab, urdu nyelv, finn, francia, magyar, szerb, olasz, német, holland, stb.

### DP Canada
2007. december 1-jén útjára indult a DP Canada, hogy a Kanadai Gutenberg Projekt számára hozzon létre e-könyveket és kihasználja a kanadai jogvédelemben rejlő azon előnyöket, hogy a művek hamarabb mentesülnek a jogvédelem alól, mint Amerikában. Annak ellenére, hogy ezt a rendszert is az eredeti DP tagjai hozták létre, teljesen különálló rendszer. Minden itt feldolgozott művet a Kanadai Gutenberg Projektnek adnak át.
Amellett, hogy a Canadiana állományát próbálják megőrizni, a DP Canada a kanadai jogokat kihasználva több mű feldolgozását teszi lehetővé. Kanadában több másik ország törvényeihez hasonlóan az "élet + 50" az irányelv. Ez azt jelenti, hogy a több mint 50 éve elhunyt szerzők minden műve feldolgozható, megjegyzendő, hogy a művek a világ más részein nem feltétlen terjeszthetőek, mivel ott még jogvédettek lehetnek.
Csak néhány a Kanadában már feldolgozható szerzők sorából: Alan Alexander Milne, Walter de la Mare, Sheila Kaye-Smith és Amy Carmichael.
Ennek a rendszernek a beüzemelésekor is gondoltak a nem angol nyelvű művekre, így ez is Unicode UTF-8 karakterkódolással dolgozik, így természetesen magyar műveket is feldolgoznak.